# Manzana los Cedros
Manzana los Cedros är en ort i Mexiko.   Den ligger i kommunen Ocampo och delstaten Michoacán de Ocampo, i den södra delen av landet, 120 km väster om huvudstaden Mexico City. Manzana los Cedros ligger 2 731 meter över havet och antalet invånare är 175.
Terrängen runt Manzana los Cedros är huvudsakligen kuperad, men söderut är den bergig. Runt Manzana los Cedros är det ganska tätbefolkat, med 222 invånare per kvadratkilometer. Närmaste större samhälle är Heróica Zitácuaro, 15,8 km söder om Manzana los Cedros. I omgivningarna runt Manzana los Cedros växer i huvudsak blandskog.